# Abaz I do Egito
Abaz I ou Abas I (em árabe: الأول عباس; romaniz.: Abbas; Gidá, Hejaz, 1 de julho de 1812 — Banha, Egito, 16 de julho de 1854), também conhecido por Abaz Hilmi I Paxá, foi o uáli do Egito e Sudão. Era filho de Tussune Paxá, e neto de Maomé Ali, fundador da reinante Dinastia de Maomé Ali do Egito e Sudão.  O Chambers Biographical Dictionary diz dele: "intolerante e sensual, fez muito para desfazer o progresso alcançado na administração de Maomé Ali".

## Vida
Abaz I nasceu em 1812 em Gidá e foi educado no Egito. Sendo neto de Maomé Ali, sucedeu seu tio Ibraim Paxá no governo do Egito e Sudão em 1848.
De acordo com Abderramão Aljabarti, o principal historiador deste período, Abaz I nasceu no Cairo, enquanto seu pai, Tussune Paxá, estava em Hejaz lutando contra o movimento uaabista. Quando jovem, lutou no Levante sob o comando de seu tio Ibraim Paxá. Maomé Ali Paxá foi afastado do cargo em 1 de setembro de 1848, devido à sua fraqueza mental. Foi substituído por seu filho adotivo Ibraim Paxá, que reinou por um curto período como regente do Egito e Sudão de 1 de setembro de 1848 até sua morte em 10 de novembro de 1848. A morte de Ibraim fez Abaz I, por sua vez, regente do Egito e Sudão de 10 de novembro de 1848 até 2 de agosto de 1849 (data da morte de Maomé Ali Paxá), momento em que Abaz se tornou o uáli reinante do Egito e Sudão até 13 de julho de 1854.
Foi muitas vezes descrito como um mero libertino, mas Nubar Paxá falou dele como um verdadeiro cavalheiro da "velha escola". Era visto como reacionário, melancólico e taciturno, e passou quase todo o seu tempo em seu palácio. Desfez, no que estava em seu poder, as obras de seu avô, boas e más. Entre outras coisas aboliu os monopólios de comércio, fechou fábricas e escolas, e reduziu o contingente do exército da região para 9 000 homens.
Era inacessível para os aventureiros empenhados em saquear as riquezas do Egito e Sudão, mas por insistência do governo britânico, permitiu a construção de um ferrovia ligando Alexandria ao Cairo.
Entre seus interesses pessoais estava a criação de cavalos árabes, continuando um programa de melhoramento iniciado por Maomé Ali. No tempo em que o Egito não era particularmente conhecido pela criação de cavalos, os governantes do Egito obtinham cavalos como pagamento de impostos e tributos. Maomé Ali e Abaz I reconheceram as características únicas e dispensaram uma atenção cuidadosa às linhagens dos cavalos criados pelos beduínos, especialmente no `Anizzah e Négede. Assim, cada governante acumulou um número significativo de animais de alta qualidade através da diplomacia e da força.
Em julho de 1854 Abaz I foi assassinado no Palácio Benha por dois de seus escravos, e mais tarde foi sucedido por seu tio (que na verdade era mais jovem que ele), Saíde Paxá.
Após seu assassinato, os seus cavalos árabes foram herdadas por seu filho de dezoito anos de idade Ibraim Ilhami Paxá (também conhecido por El Hami Paxá), que tinha pouco interesse neles, doando vários e colocando o restante em leilão. Em 1861, um parente distante, Ali Paxá Xerife comprou cerca de trinta cavalos do estoque original Abaz Paxá e reiniciou o programa de criação de cavalos.

## Honras
- Ordem da Augusta Imagem do Império Otomano
- Ordem da Glória do Império Otomano-1849
- Ordem da Nobreza, 1ª Classe do Império Otomano-1853
- Grande Cruz da Ordem dos Santos Maurício e Lázaro do Reino da Sardenha